# Маатук, Хассан
Хасса́н Али́ Маатук (араб. حسن علي معتوق‎; род. 10 августа 1987, Sir el Gharbiyeh, Набатия) — ливанский футболист, нападающий клуба «Аль-Ансар». Является рекордсменом сборной Ливана по количеству сыгранных матчей и забитых голов (123 матча и 26 голов).

## Биография

### Юношеская карьера
Маатук был воспитанником немецкого футбола и играл за молодёжную команду «Рот-Вайсса» из города Эссен В 1998 году его семья вернулась в Ливан и Маатук присоединился к академии клуба «Сагессе», но так и не подписал с ним контракт.
В возрасте 15 лет Маатук присоединился к клубу «Аль-Ахед», с которым подписал контракт на сумму 2000 долларов с ежемесячной зарплатой в 150 долларов.

### Клубная карьера

#### «Аль-Ахед» (2005—2011)
Отыграв два года в молодёжной команде, Маатук присоединился к взрослой команде, за которую дебютировал 28 сентября 2004 года в матче с «Олимпиком Бейрут». Первый гол в профессиональной карьере забил 20 марта 2005 года в матче 14-го тура чемпионата страны с «Аль-Райян»; тот гол стал победным — «Аль-Ахед» выиграл со счётом 2:1. Свой первый дубль оформил в 19-м туре 15 мая 2005 года в матче с «Тадамон Соур» – «Аль-Ахед» выиграл со счётом 2:0.
5 февраля 2006 года в матче 10-го тура чемпионата страны с «Салам Згарта» Маатук оформил свой первый хет-трик в карьере; «Аль-Ахед» выиграл матч со счётом 8:0. 1 декабря 2007 года в матче 5-го тура чемпионата страны с «Триполи» он оформил свой второй хет-трик в карьере – «Аль-Ахед» выиграл со счётом 7:1 и в том же сезоне выиграл первый в истории чемпионский титул. В сезоне 2008/09 в составе «Аль-Ахеда» выиграл требл, который составили чемпионский титул, Кубок страны и Элитный кубок.
Сезон 2010/11 был самым успешным в карьере Маатука – он забил 15 голов в чемпионате и стал лучшим бомбардиром сезона. В этом сезоне Маатук выиграл 4 трофея с клубом – чемпионский титул, Кубок страны, Элитный кубок и Суперкубок и получил награду как Лучший игрок сезона. За семь лет в составе «Аль-Ахед» Маатук забил 53 гола в чемпионате и 89 голов во всех турнирах, а также выиграл 12 трофеев.

#### ОАЭ (2011—2017)
27 сентября 2011 года было объявлено, что Мааутук продолжит карьеру в клубе из ОАЭ «Аджман», в который перешёл на правах аренды. 3 декабря 2011 года в матче чемпионата страны с «Дубаем» забил первый гол за новую команду; «Аджман» выиграли матч со счётом 3:1. 4 января 2012 года в матче с клубом «Шарджа» оформил первый дубль за новую команду; матч завершился побежой «Аджмана» со счётом 3:1. В июне 2012 года Маатуком интересовались европейские клубы, среди которых были топовые «Олимпик Марсель» и дортмундская «Боруссия».
18 июня 2012 года был арендован клубом «Эмирейтс», но за эту команду сыграл один матч в плей-офф за выживание с клубом «Шарджа», который завершился поражением «Эмирейтс» со счётом 2:1 и вылетом в низший дивизион. 27 сентября 2012 года Маатук перешёл в «Аль-Шааб» на правах аренды сроком на один сезон.
28 августа 2013 года Маатук на правах аренды перешёл в клуб Первого дивизиона ОАЭ «Аль-Фуджайра» В своём первом сезоне за новую команду Маатук сыграл 23 игры и забил 20 голов, а также помог своей команде вернуться в элитный дивизион после семилетнего отсутствия. По окончании успешного сезона аренда Маатука была продлена ещё на один сезон 4 февраля 2015 года в матче с «Эмирейтс» офромил свой первый дубль в Премьер-лиге за «Аль-Фуджайру»; матч завершился победой «Аль-Фуджайры» со счётом 2:1. По итогам сезона 2014/15 он был включен в шорт-лист из 13 человек на звание лучшего иностранного игрока как единственный арабский и азиатский игрок.
В сезоне 2015/16 Маатук забил 9 голов, сыграв в чемпионате страны 26 матчей, но это не спасло «Аль-Фуджайру» от вылета в Первый дивизион. В своём последнем сезоне за эту команду забил 12 голов, сыграв в 16 матчах Первого дивизиона. В июле 2017 года он покинул команду, расторгнув контракт после того как «Аль-Фуджайра» не смогла пробиться в Премьер-лигу. За всё время карьеры за «Аль-Фуджайру» Маатук забил 56 голов во всех турнирах, став лучшим бомбардиром этой команды за всю её историю.

#### «Аль-Неймех» (2017—2019)
В июле 2017 года Маатук вернулся в Ливан и подписал контракт на один сезон с клубом «Аль-Неймех». Он помог своей команде выиграть Элитный кубок после победы в серии пенальти над своим бывшим клубом «Ахед». В соём первом сезоне после возвращения на родину Маатук сыграл 21 матч и забил 13 голов, а также получил награду «Лучший игрок ливанской Премьер-лиги» и был включен в команду сезона ливанской Премьер-лиги
25 августа 2018 года Маатук выиграл второй Элитный кубок в составе «Аль-Неймеха». 12 февраля 2019 года в матче чемпионата страны с «Триполи» забил 2 гола и отдал три голевые передачи; «Аль-Неймех» выиграл матч со счётом 5:1. Маатук закончил свой второй сезон за «Аль-Неймех» с 14 голами в 37 матчах и 7 голевыми передачами, что сделало его вторым игроком по количеству голевых передач в сезоне. По итогам сезона он второй раз подряд получил награду «Лучший игрок ливанской Премьер-лиги» и был включен в команду сезона ливанской Премьер-лиги.

#### «Аль-Ансар» (2019—наст. время)
3 июля 2019 года было объявлено, что Маатук подписал трёхлетний контракт с клубом «Аль-Ансар» с общей зарплатой 900 000 долларов, которая стала самой высокой в истории ливанского футбола. За новую команду дебютировал в чемпионате страны 20 сентября 2019 года в матче с бывшим клубом Аль-Неймех», который выиграл матч со счётом 1:0. Сезон 2019/20 был приостановлен из-за пандемии COVID-19 и политической обстановки.
26 декабря 2020 года в матче чемпионата страны с «Бурджем» Маатук оформил первый хет-трик с 2010 года; матч закончился победой «Аль-Ансара» со счётом 3:0. В том сезоне Маатук сыграл 16 матчей в чемпионате страны и забил 14 голов, став лучшим бомбардиром лиги и лучшим ассистентом. По итогам сезона 2020/21 «Аль-Ансар» выиграл «золотой дубль» — чемпионат страны и Кубок.
14 мая 2022 года Маатук подписал новый контракт с «Аль-Ансаром» сроком на два года. По итогам сезона 2022/23 Маатук сыграл в чемпионате 19 матчей, забил с 10 голами и отдал 8 голевых передач. 20 августа 2023 года в матче с клубом «Шахаб аль-Сахель» (1:1) забил свой 100-й гол в Премьер-лиге Ливана и 250-й гол во всех соревнованиях среди взрослых.
17 апреля 2024 года Маатук подписал с клубом новый контракт сроком на два года.

### Карьера в сборной
Дебютировал за сборную Ливана 26 января 2006 года в товарищеском матче со сборной Саудовской Аравии; Ливан выиграл тот матч со счётом 2:1. Маатук принимал участие в отборочных циклах четырёх чемпионатов мира (2014, 2018, 2022, 2026), но сборная Ливана так и не пробилась ни на один чемпионат мира, который мог был стать первым в её истории.
11 июня 2024 года в отборочном матче на чемпионат мира 2026 года со сборной Бангладеш оформил первый хет-трик за сборную; Ливан выиграл матч со счётом 4:0. Этот матч стал последним в его карьере за сборную — Маатук сыграл 123 матча и забил 26 голов, благодаря чему является рекордсменом сборной по количеству сыгранных матчей и забитых мячей.

## Достижения

#### Командные
«Аль-Ахед»
- Чемпион Ливана (3) : 2007/08, 2009/10, 2010/11
- Обладатель Кубка Ливана (3) : 2004/05, 2008/09, 2010/11
- Обладатель Элитного Кубка Ливана (3) : 2008, 2010, 2011
- Обладатель Суперкубка Ливана (3) : 2008, 2010, 2011

«Аль-Неймех»
- Обладатель Элитного Кубка Ливана (2) :  2017, 2018

«Аль-Ансар»
- Чемпион Ливана (1) : 2020/21
- Обладатель Кубка Ливана (2) : 2020/21, 2023/24
- Обладатель Суперкубка Ливана (1) : 2021

#### Личные
- Лучший игрок Премьер-лиги Ливана (4) : 2009/10, 2010/11, 2017/18, 2018/19
- Лучший бомбардир Премьер-лиги Ливана (2) : 2010/11, 2020/21